# Sereyn
Sereyn (persiska: سرين, سِرين, سَرِيِن, سَرين, سوزين) är en ort i Iran.   Den ligger i provinsen Zanjan, i den nordvästra delen av landet, 260 km väster om huvudstaden Teheran. Sereyn ligger 1 778 meter över havet och antalet invånare är 447.
Terrängen runt Sereyn är en högslätt.Runt Sereyn är det ganska glesbefolkat, med 36 invånare per kvadratkilometer. Närmaste större samhälle är Zarrīnābād, 4,8 km nordväst om Sereyn. Trakten runt Sereyn består i huvudsak av gräsmarker.